# Lancia Granturismo Stilnovo
Lancia Granturismo Stilnovo es un prototipo de automóvil de la marca italiana Lancia y la compañía Carrozzeria Maggiora, presentado en el año de 2003 en el Salón del Automóvil de Barcelona y diseñado por Centro Stile Lancia en colaboración con la compañía Carcerano como base para lo que sería el futuro Lancia Delta (2008).

## Características
El Stilnovo presenta un cuerpo de dos volúmenes, un diseño dirigido por Flavio Manzoni en el 2003. El concepto presentaba 4.236 mm de largo, 1.828 de ancho y 1.465 mm de batalla (por lo tanto mucho más compacto que el Lancia Delta al que daría origen en 2008) y se caracteriza por líneas redondeadas y fluidas.
El aspecto de la parrilla, los faros delanteros (ambos elementos claramente separados y diferenciados) y los faros traseros (de línea vertical), tienen un parecido inmediato con otros modelos Lancia de última generación (como el Lancia Thesis y el Lancia Ypsilon (2003)).
Tiene un techo hecho completamente de cristal y de su vista lateral sorprende el montante o arco que recorre la carrocería. Según Lancia la forma de este elemento es un homenaje al arquitecto italiano Pier Luigi Nervi, y al español Santiago Calatrava. Así mismo, al montante trasero, Lancia ha querido darle un aspecto de timón de aeronáutico.